# Fisica matematica

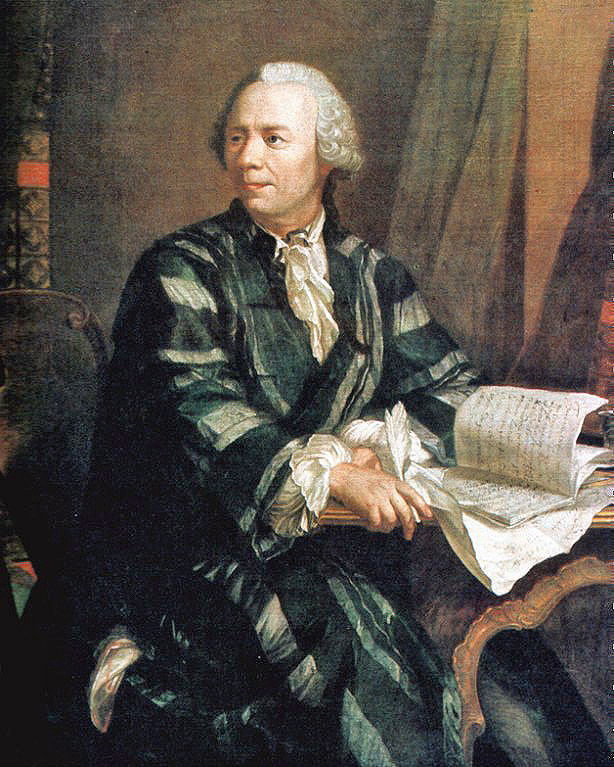
Leonard Euler, uno dei primi grandi fisici-matematici

La fisica matematica è quella disciplina scientifica che si occupa delle «applicazioni della matematica ai problemi della fisica e dello sviluppo di metodi matematici adatti alla formulazione di teorie fisiche e alle relative applicazioni».
La storia della fisica matematica può essere tracciata fino alle origini del metodo scientifico, quando Galileo affermava che «il mondo naturale va descritto con il suo linguaggio, e questo linguaggio è la matematica». Oggi la fisica matematica si concentra soprattutto sullo sviluppo della fisica da un punto di vista più generale possibile.

## Descrizione

### Una fisica matematicamente rigorosa

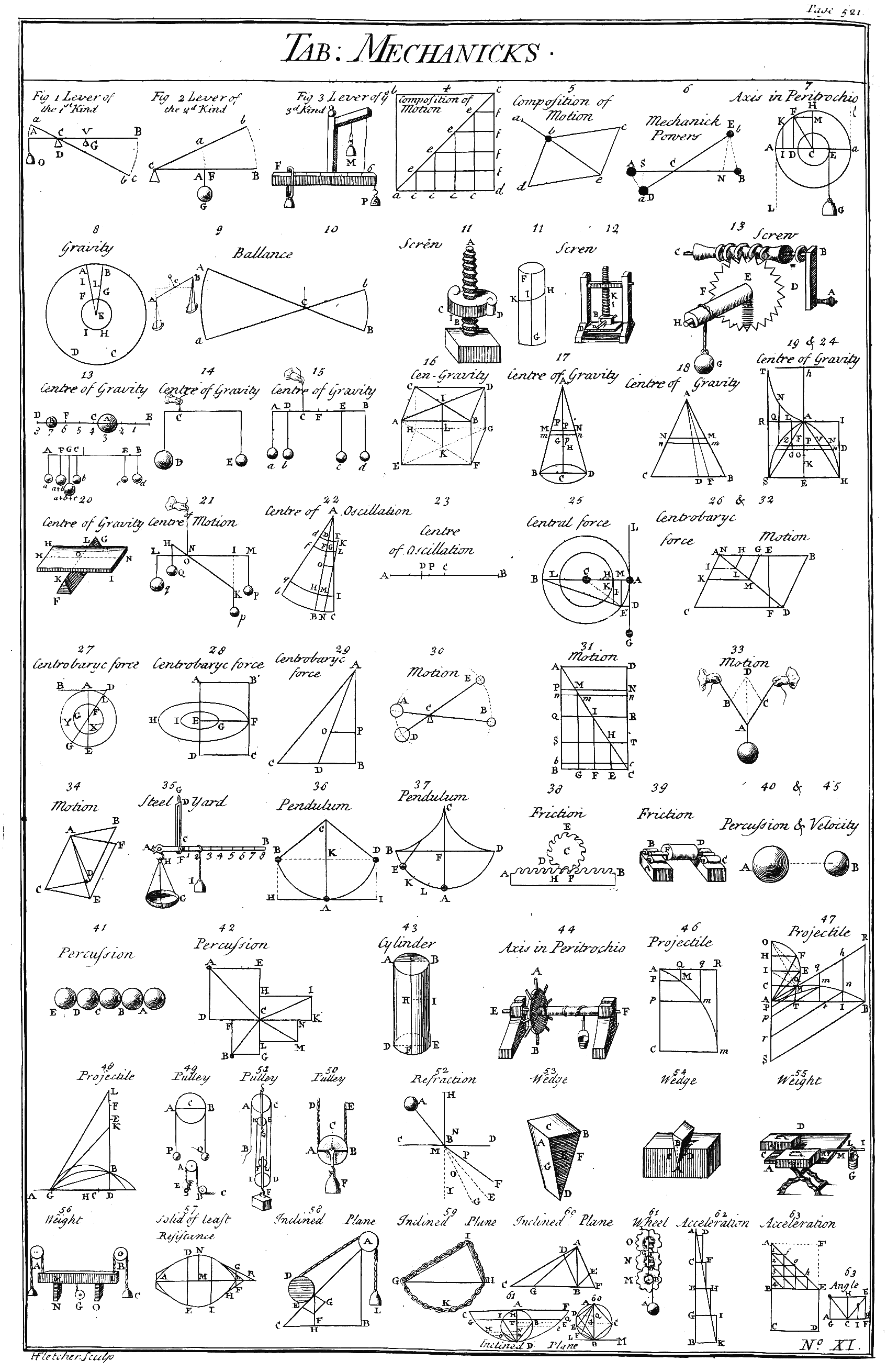
Meccanica classica

Il termine fisica matematica è spesso usato in un senso speciale, per definire le ricerche rivolte alla soluzione di problemi ispirati dalla fisica in un ambito matematicamente rigoroso. La fisica matematica in questa accezione copre un ampio spettro di argomenti, caratterizzati dall'unione della matematica pura con la fisica. Benché correlata con la fisica teorica, la fisica matematica sottolinea il rigore matematico, così come sviluppato in matematica, mentre la fisica teorica pone l'accento sui collegamenti con la fisica sperimentale e le osservazioni, richiedendo spesso l'uso di argomentazioni euristiche. Conseguentemente, la fisica matematica è la branca della fisica in assoluto più vicina alla matematica.
In tempi recenti l'attività dei fisici matematici si è concentrata principalmente sulle seguenti aree:
- meccanica razionale: meccanica classica studiata con gli approcci della geometria differenziale, teoria dei sistemi dinamici non lineari, in particolare i sistemi caotici ed i sistemi hamiltoniani completamente integrabili e le perturbazioni di questi ultimi, anche  infinito-dimensionali, come le equazioni solitoniche;
- meccanica statistica: in particolare, la teoria delle transizioni di fase;
- teorie dei sistemi continui: con riferimento alla meccanica dei continui, alla termodinamica ed all'elettromagnetismo di sistemi continui che alla teoria classica dei campi in generale;
- teorie relativistiche del campo gravitazionale: incluse le applicazioni alla cosmologia ed i tentativi di costruire una teoria quantistica della gravità;
- meccanica quantistica: con i collegamenti a quell'insieme di discipline che spesso vengono indicate come fisica dello stato solido;
- teoria quantistica dei campi: con particolare riferimento alla costruzione di modelli.

Se consideriamo che la meccanica quantistica non può essere compresa senza una cospicua competenza matematica, risulta chiaro come il suo sviluppo, spesso indicato come teoria quantistica dei campi, sia una delle branche più astratte e matematizzate della fisica, tanto che alcuni dei suoi strumenti risultino estranei persino a fisici di altre specializzazioni.
Gli strumenti matematici oggi utilizzati nel campo della fisica matematica includono la teoria delle equazioni differenziali ordinarie ed alle derivate parziali, l'analisi funzionale, la teoria della probabilità, l'algebra degli operatori, la geometria differenziale, la geometria algebrica, la teoria dei gruppi, la topologia, la geometria simplettica e la geometria non commutativa.
Dei sette problemi per il millennio del Clay Mathematical Institute, ben due sono di fisica matematica, uno di fisica classica ed uno di fisica moderna: l'esistenza e regolarità delle soluzioni delle equazioni di Navier-Stokes (riguardante la fluidodinamica) e l'esistenza di Yang-Mills e del gap di massa (riguardante la teoria quantistica dei campi).
Fra i premi specificatamente nell'ambito della fisica matematica, si segnalano il premio Henri Poincaré e il premio Dannie Heineman per la fisica matematica.

### Importanti fisici matematici
La fisica matematica intesa in senso moderno si è sviluppata soprattutto a partire dal XIX secolo, ma le idee che ne sono alla base hanno origine nel metodo scientifico stesso. Contributi fondamentali si hanno da:
- Paul Émile Appell
- Ludwig Boltzmann
- Augustin-Louis Cauchy
- Jean Baptiste Le Rond d'Alembert
- Leonhard Euler
- Jean Baptiste Joseph Fourier
- Carl Friedrich Gauss
- William Rowan Hamilton
- Hermann von Helmholtz
- Carl Jacobi
- William Thomson di Kelvin
- Joseph-Louis Lagrange
- Pierre Simon Laplace
- James Clerk Maxwell
- Pierre Louis Moreau de Maupertuis
- Siméon-Denis Poisson

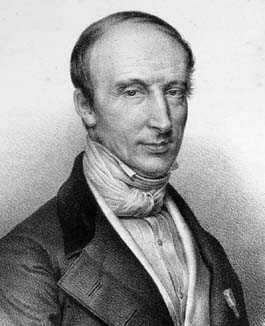
Augustin-Louis Cauchy

Nel XX secolo contributi fondamentali all'evoluzione degli strumenti matematici usati in fisica sono venuti da:
- David Hilbert
- Tullio Levi-Civita
- Emmy Noether
- Hermann Weyl
- Roger Penrose
- Henri Poincaré
- Andrej Nikolaevič Kolmogorov
- Vladimir Igorevič Arnol'd

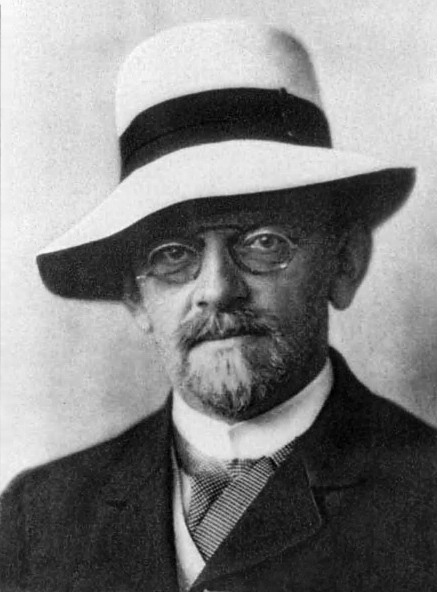
David Hilbert

e da molti tra i padri fondatori della meccanica quantistica e la teoria quantistica dei campi, tra cui ricordiamo:
- Wolfgang Pauli
- Paul Dirac
- Freeman Dyson
- Rudolf Haag
- Werner Karl Heisenberg
- Erwin Schrödinger
- John von Neumann
- Gian Carlo Wick
- Eugene Wigner